# Mai Martinez
Mai Martinez (sinh ngày 16 tháng 12 năm 1973) là phóng viên và biên tập viên thời sự người Mỹ gốc Việt–Cuba. Bà là người đồng quản lý tin tức buổi sáng với Cisco Cotto trên đài WBBM (AM) Newsradio 780 AM và 105.9 FM. Đồng thời còn là phát thanh viên bản tin tổng hợp.

## Thân thế và học vấn
Vốn là dân gốc San Francisco, Martinez thi đậu lấy bằng cử nhân năm 1997 tại Đại học Tiểu bang Jacksonville ở Jacksonville, Alabama. 
Bà mang trong mình một nửa dòng máu Cuba và nửa dòng máu Việt Nam.

## Nghề nghiệp chuyên môn
Martinez khởi đầu sự nghiệp phát thanh viên của mình với tư cách là biên tập viên video tại đài WBRC-TV ở Birmingham, Alabama từ năm 1997 đến năm 2003. Năm 2000, cô đồng dẫn chương trình phát thanh buổi sáng trên đài WOXR-FM ở Oxford, Alabama.   Năm 2003, Martinez trở thành nhiếp ảnh gia, phóng viên đưa tin tổng hợp và phụ trách biên tập toàn phần tại đài WDSI-TV ở Chattanooga, Tennessee.  Về sau, bà gia nhập lại đài WBRC-TV vào tháng 4 năm 2004 với tư cách là phóng viên kiêm biên tập viên tin tức tổng hợp.  Lúc còn làm việc tại đây, Martinez đã phát triển mức độ minh bạch quốc gia cao hơn khi bà dành tám tuần ở Aruba hòng che giấu vụ mất tích của Natalee Holloway.
Tháng 5 năm 2006, đài WBBM-TV ở Chicago đã thuê Martinez vào làm phóng viên đưa tin tổng hợp.  Ngày 20 tháng 9 năm 2007, bà được thăng chức làm nhân viên phát tin cuối tuần tại nhà đài này. Martinez bị cho nghỉ việc vào ngày 27 tháng 5 năm 2020. Ngày 28 tháng 3 năm 2022, WBBM (AM) thông báo rằng hãng này đã thuê Martinez làm đồng quản lý bản tin buổi sáng bắt đầu từ ngày 4 tháng 4 năm 2022, với Cisco Cotto từ 6-9 giờ sáng, bà cũng sẽ tường thuật câu chuyện từ thực địa cho nhà đài WBBM Newsradio.

## Đời tư
Martinez hiện vẫn đang độc thân và sinh sống trong khu phố Uptown ở khu North Side của Chicago.